# Rib Mountain, Wisconsin
Rib Mountain là một thị trấn thuộc quận Marathon, tiểu bang Wisconsin, Hoa Kỳ. Năm 2010, dân số của thị trấn này là 6.371 người.